# فرانسوا هنري بينو
فرانسوا-هنري بينو (في 28 مايو 1962-) هو رجل أعمال فرنسي وابن الملياردير فرانسوا بينو. تولى إدارة تكتل والده في مجال البيع بالتجزئة، بينو-برينتيمبس-ريدوت، في عام 2005، وحوّله إلى مجموعة الرفاهية كيرينغ (التي تضم غوتشي، إيف سان لوران، بالنسياغا، بوتيغا فينيتا) في عام 2013. كما يشغل منذ عام 2003 منصب رئيس مجموعة أرتميس، الشركة الاستثمارية العائلية القابضة (التي تشمل شاتو لاتور، كريستيز، مجموعة بينو، ووكالة الفنانين الإبداعيين). وهو متزوج من المنتجة السينمائية والممثلة سلمى حايك منذ عام 2009.

## روابط خارجية
- فرانسوا هنري بينو على موقع IMDb (الإنجليزية)
- فرانسوا هنري بينو على موقع مونزينجر (الألمانية)